# ليوناردو أغيلار
ليوناردو أغيلار (بالإسبانية: Leonardo Aguilar)‏ هو مغني مكسيكي، ولد في 15 أغسطس 1999 في مدينة مكسيكو في المكسيك.

## وصلات خارجية
- ليوناردو أغيلار على موقع ميوزك برينز (الإنجليزية)